# Wallace Hartley
Wallace Henry Hartley, född 2 juni 1878, död 15 april 1912, var en engelsk violinist och bandledare ombord på det välkända fartyget RMS Titanic.
Sedan 1909 hade han arbetat som musiker för Cunard Line och spelat på fartyg som RMS Lusitania och RMS Mauretania. Han fick sedan erbjudande om att bli musiker på RMS Titanic, vilket han tackade ja till. Officiellt ingick han inte i besättningen utan reste som passagerare i andra klass tillsammans med de övriga musikerna.
Under Titanics förlisning spelade Hartley tillsammans med sin orkester på båtdäck. De fick order att göra detta för att lugna passagerarna under evakueringen. Vittnen såg orkestern spela in i det längsta fram till det att vattnet nådde båtdäcket. Först spelade de glada ragtime-melodier, senare blev musiken mer allvarlig. Vilken som var den sista sång de spelade har varit föremål för livlig debatt. Telegrafisten Harold Bride sade att han hörde "Songe d'Automne" kort innan fartyget gick under, men många passagerare sade att de hörde psalmen "Nearer, My God, to Thee".
Hans kropp återfanns i havet av skeppet CS Mackay-Bennett två veckor efter förlisningen. Vid sin sida hade han sin fiol i ett fodral som senare sändes till hans fästmö. 2013 såldes denna fiol för 900.000 brittiska pund. Experter hade innan dess undersökt fiolen och kommit fram till att den måste vara från tiden och äkta. De hittade också spår av saltvatten på den.

## Fotnoter
1. 1 2  Find a Grave, Find A Grave-ID: 7980, läs online, läst: 9 oktober 2017.[källa från Wikidata]
2. 1 2 3  Encyclopedia Titanica.[källa från Wikidata]
3. ↑  http://www.bbc.com/news/uk-england-wiltshire-24582739